# Jochen Greven

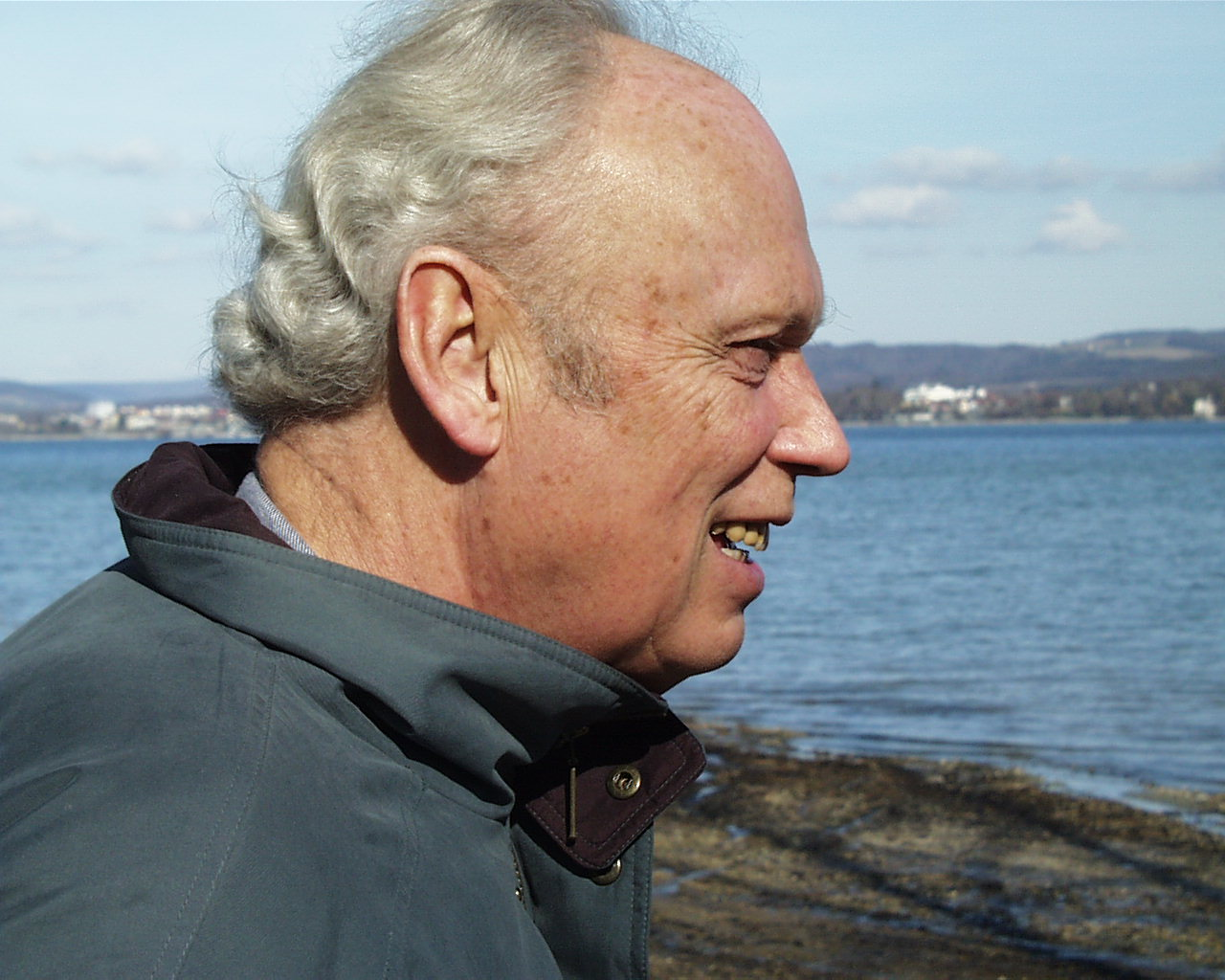
Jochen Greven am Bodensee

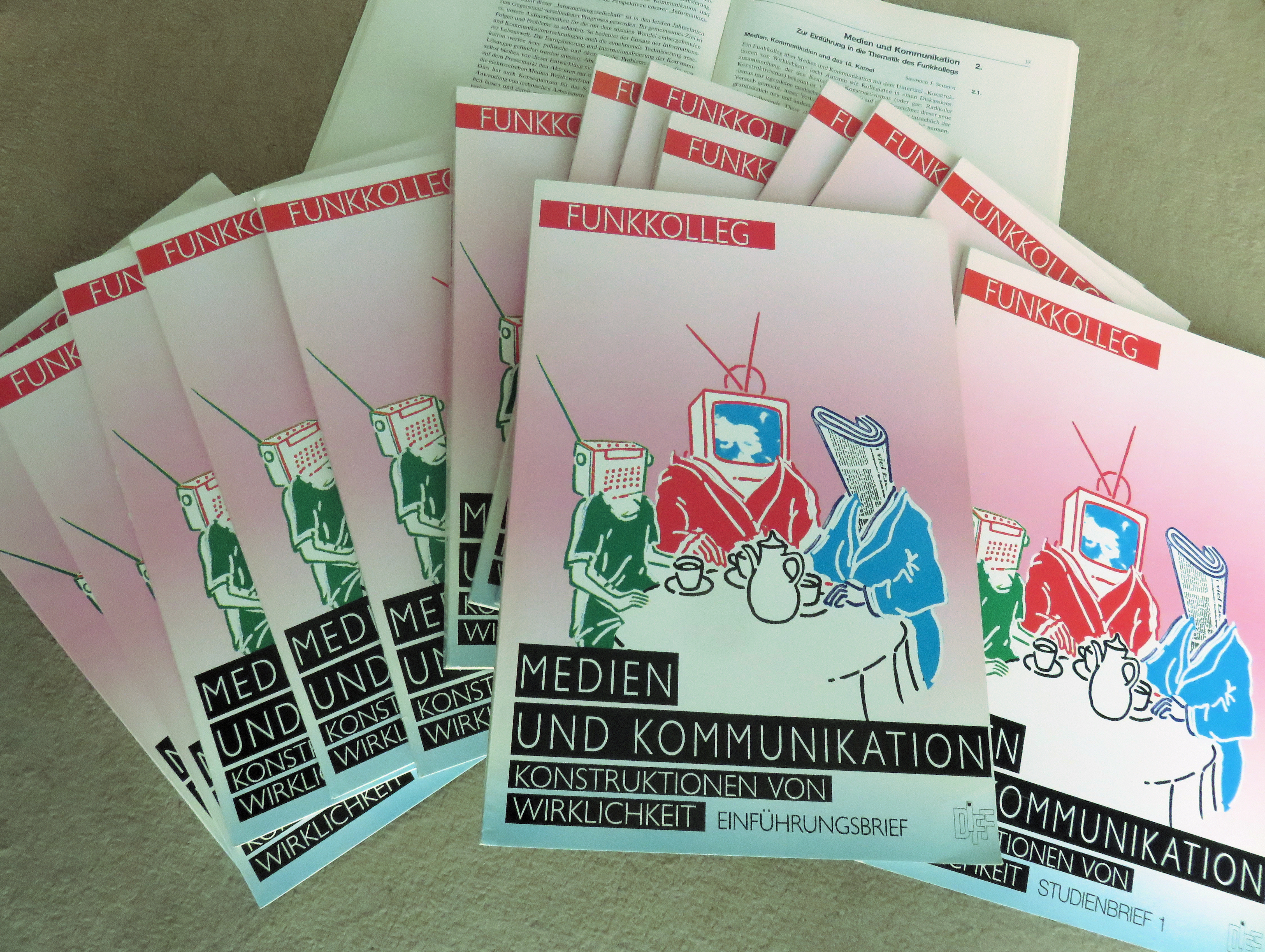
Funkkolleg Medien und Kommunikation, Studienbriefe (1990/91)

Jochen Greven (* 22. April 1932 in Mülheim an der Ruhr; † 29. März 2012 in Köln) war ein deutscher Germanist, Autor, Herausgeber, Verleger, Rundfunkjournalist und Übersetzer. Er wirkte vor allem als Abteilungsleiter beim Deutschlandfunk und beim Hessischen Rundfunk und erforschte das Werk des Schweizer Schriftstellers und Dichters Robert Walser, dessen erste Gesamtausgabe er herausgab und über den er mehrere Bücher verfasst hat.

## Leben und Wirken
Jochen Greven wurde 1932 in Mülheim an der Ruhr als Sohn von Emmy Greven, geborene Lassen, und des Politikwissenschaftlers und Diplom-Ingenieurs Oskar W. Greven geboren und ging im mitteldeutschen Zerbst und in Köln zur Schule. Sein Großvater Wilhelm Greven war Beigeordneter in Köln unter dem damaligen Oberbürgermeister Konrad Adenauer. Seine Mutter starb 1943, sein Vater kam 1947 in sowjetischer Gefangenschaft im Speziallager Nr. 2 Buchenwald, dem ehemaligen Konzentrationslager um. Nach dem Einmarsch der Roten Armee floh Greven 1945 mit Verwandten nach Köln, wo er in der Familie seines Vaters aufwuchs. 1954 heiratete er Jeanette Becker-Le Cerf; aus der Ehe gingen die drei Kinder Carlo, Martin und Jeanette hervor. Später lebte er mit seiner Frau und Familie am Bodensee, in der Nähe zur Schweiz.
Greven studierte in Köln Literaturwissenschaft (Germanistik), Geschichte und Philosophie und wurde 1960 mit der ersten deutschsprachigen Dissertation über Robert Walser zum Doktor der Philosophie promoviert. Von 1964 bis 1975 gab er die erste Robert-Walser-Ausgabe in 13 Bänden heraus, mit Werken, die bis dahin zum Teil noch gar nicht entziffert und veröffentlicht waren. Er verantwortete 1978 auch die daraus hervorgegangene Taschenbuchausgabe zum 100. Geburtstag des Dichters sowie die 20-bändige Gesamtausgabe 1985/86 im Suhrkamp-Verlag.

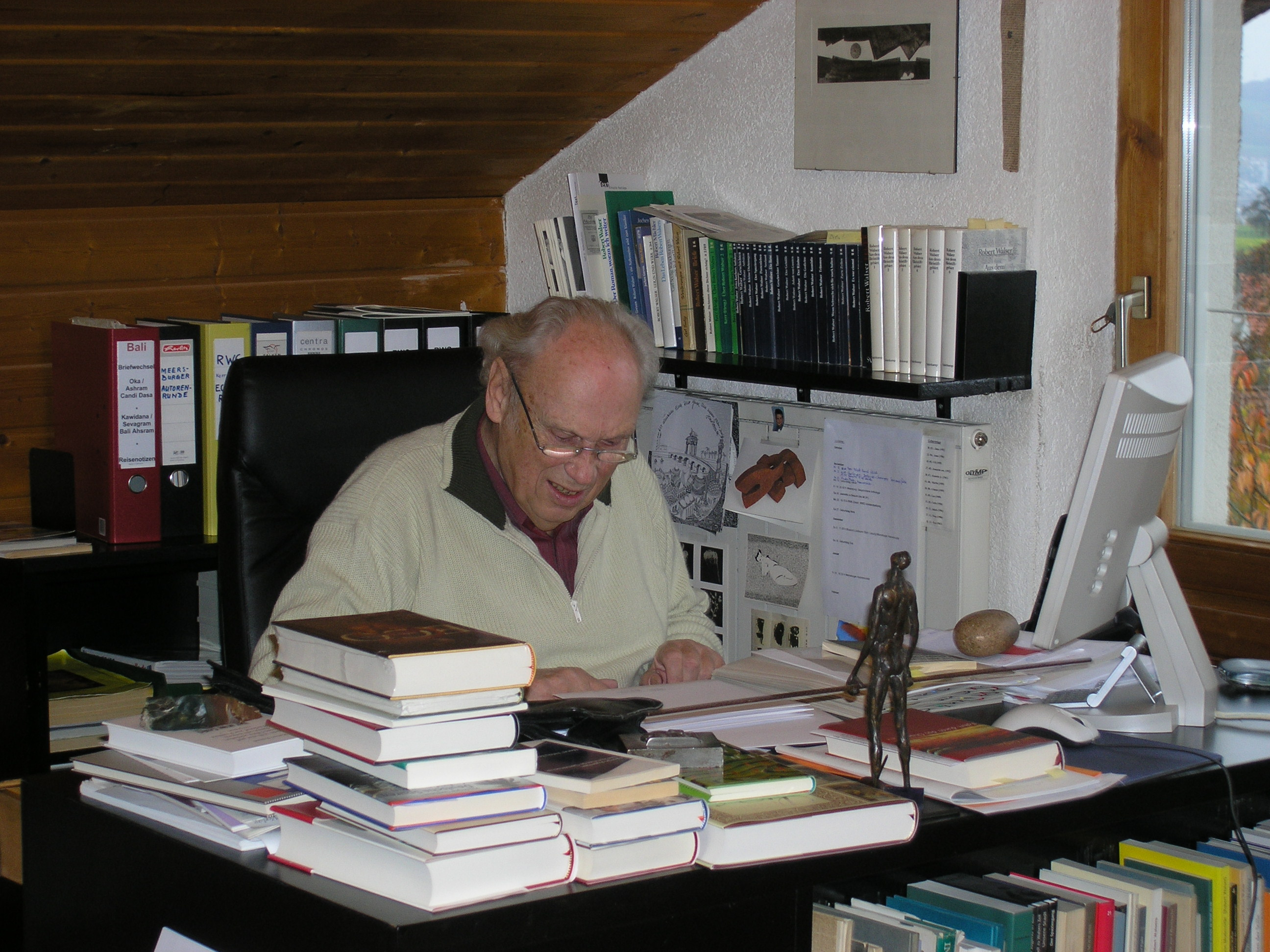
Jochen Greven in seinem Arbeitszimmer in Horn am Bodensee

Ab 1960 arbeitete Greven zunächst als freier Publizist und Übersetzer sowie im Fischer-Verlag in Frankfurt und für den R.Piper-Verlag in München. Von 1970 bis 1975 war er Verlagsleiter und Geschäftsführer des Fischer-Taschenbuchverlags. 1975 wechselte er als Kultur-Redakteur zum Deutschlandfunk, wurde später Abteilungsleiter für Bildung und Wissenschaft und lebte in Bergisch Gladbach. Von 1986 bis 1992 war er Leiter der Hauptabteilung Bildung und Erziehung im Hörfunk des Hessischen Rundfunks (hr). Dort verantwortete er unter anderem das Funkkolleg Medien und Kommunikation, die Sendungen des Schulfunks und die Jugendfunk-Reihe Chippie.
Daneben wirkte er weiter als Publizist, Herausgeber sowie Übersetzer zahlreicher literarischer Werke. Sein Lebensthema blieb Robert Walser, dessen Neubewertung und Rezeption als Schweizer Autor der Neuzeit und der deutschsprachigen literarischen Moderne er geprägt hat. Ihm widmete er unter anderem den Band Figur am Rande, in wechselndem Licht (1992). Die Geschichte seiner vier Jahrzehnte währenden Walser-Forschung fasste Greven 2003 unter dem Titel Robert Walser – ein Außenseiter wird zum Klassiker zusammen.
Jochen Greven starb 2012, wenige Wochen vor seinem 80. Geburtstag.

## Ehrungen
1997 wählte ihn die von ihm mitgegründete Robert Walser-Gesellschaft zum Präsidenten. 2009 zeichnete ihn die Universität Zürich für seine Verdienste um den Dichter mit dem Ehrendoktortitel aus.

## Publikationen

### Als Autor
- Existenz, Welt und reines Sein im Werk Robert Walsers. Dissertation 1960; Neuauflage, Wilhelm Fink Verlag, 2009
- Robert Walser: Figur am Rande, in wechselndem Licht. Fischer Taschenbuch, 1992
- Robert Walser: Ein Außenseiter wird zum Klassiker. Abenteuer einer Wiederentdeckung. Libelle, 2003
- Sedimente. Demand, 2006, ISBN 978-3-935093-46-0  (mit eigenen literarischen Texten)

### Als Herausgeber
- Robert Walser: Das Gesamtwerk. 13 Bände, Kossodo, 1966–1975; Neuauflage als 12-bändige Taschenbuchausgabe: Suhrkamp, 1978
- Robert Walser: Sämtliche Werke in Einzelausgaben. 20 Bände, Suhrkamp, 1985/86. Suhrkamp, 1994
- Robert Walser: Geschwister Tanner. Mit einem Nachwort des Herausgebers. Zürich 1985
- Robert Walser: Der Gehülfe. Mit einem Nachwort des Herausgebers. Zürich 1985
- Robert Walser: Fritz Kochers Aufsätze. Mit einem Nachwort des Herausgebers. Zürich 1986
- Das Funkkolleg 1966–1998. Ein Modell wissenschaftlicher Weiterbildung im Medienverbund. Deutscher Studien Verlag, 1998
- Klaus Nonnenmann: Ein Lächeln für morgen – Orte und Zeiten. Klöpfer & Meyer, 2000
- Horst Brandstätter. Autor, Galerist und Antiquar – Anreger, Kämpfer, Wegbereiter. Drey, 2008